# V for Volume
V for Volume es una banda de rock alternativo originaria de Bogotá, Colombia, formada en el año 2008 por la vocalista María José Camargo, los guitarristas Nicolás Corredor y Juan Camilo Osman, Y el bajista Hans Vollert. Después de lanzar su primer EP titulado Party's Over en noviembre de 2009, la banda publicó su álbum debut llamado Providence en marzo de 2010. En 2016, y tras una pausa de cuatro años, V for Volume regresó, con un álbum nuevo. En 2024 V for Volume anuncia su tercer trabajo: "Plan de fuga" junto a una nueva configuración:
Miguel Rebolledo: guitarra//
Arturo González: batería//
Hans Vollert: bajo//
María José Camargo: voz y coproducción

## Historia

### 2008 - 2009: Formación yParty's Over
La banda se forma el año 2008 cuando los cuatro integrantes masculinos de la banda (todos exintegrantes de Raíz) deciden iniciar un proyecto musical en donde deciden incluir a la vocalista María José Camargo a quien conocen por medio de su hermano Mateo Camargo, productor de la banda y guitarrista de Madina Lake. Durante este período, recibieron uno de sus primeros reconocimientos internacionales al aparecer en el último número de la revista musical chilena Wow. Ese mismo año comenzaron con la composición del que sería su primer álbum y lanzan los sencillos "Cheap Universe" y "A Sleepless Midnight Punkromance" que llegaron a emisoras como Radiónica y Radioacktiva como otro demo más y que comenzaron a rotar por votación del público. Ambos temas fueron incluidos en su primer EP titulado Party's Over que fue lanzado a finales de 2009. Fueron nominados en la categoría "Mejor Debut del Año" en los Premios Shock, y postulada para abrir el concierto de la banda estadounidense The Killers, quedando en segundo lugar.

### 2010 - 2012:Providence
La banda presentó Providence, su álbum debut a los medios colombianos en un evento en marzo de 2010 en el Hard Rock Cafe de Bogotá junto con el videoclip del primer sencillo "Cheap Universe". La dirección del vídeo estuvo a cargo del baterista de la banda, Jonathan Specktor y su realización tuvo lugar en municipios cercanos a Bogotá. El álbum fue producido por Mateo Camargo. El disco iba a ser lanzado de manera oficial para su venta el 22 de mayo de 2010, sin embargo dicho evento fue cancelado según sus integrantes por "problemas complejos". El evento fue aplazado y realizado el 16 de junio de 2010 con un número limitado de asistentes que debieron registrarse en el sitio web de la banda para así poder asistir.
Mientras tanto el videoclip de "Cheap Universe" comenzó a rotar en señales como Canal 13 y en MTV Latinoamérica, dándose a conocer a nivel continental llegando al primer lugar del conteo de Los 10 + pedidos.
El 22 de abril de 2010 fueron elegidos por la banda británica Placebo como teloneros del concierto que brindaron en Bogotá. La banda también se presentó el 10 de octubre de 2010 en el Festival Rock al Parque el 5 de julio de 2010 y al segundo día del Festival Nemcatacoa, junto con bandas como Don Tetto, Green Day, El Cuarteto De Nos, The Mills y otras.
En agosto confirmaron que el segundo sencillo de Providence sería "Loving Car Crashes".
El 13 de abril de 2011, se estrenó "Bruce Lee", tercer sencillo del álbum Providence, cuyo video fue lanzado el 14 de abril.
El 8 de agosto de 2011 lanzan el cuarto sencillo de Providence, titulado "Handbook". Este sencillo es el primero compuesto en inglés y español por la banda, y fue titulado "Un Manual sin Instrucciones".

### 2012 - Un EP con canciones deProvidenceen español
El 6 de febrero de 2012, los miembros de V For Volume anunciaron que lanzarían un EP con cuatro canciones de Providence en español y un nuevo sencillo totalmente inédito. Allí se incluye "Un Manual Sin Instrucciones".

### 2012 - 2016
Por motivos no conocidos, la banda desapareció durante cuatro años.

### 2016 - GRAVITY
En julio de 2016 V for Volume sorprende a su seguidores al lanzar "Hometown", un nuevo sencillo de lo que será su nuevo disco titulado GRAVITY. El 19 de abril de 2017 es publicado el video oficial de "Warrior" en la cuenta oficial de YouTube de la banda. Este es el primer videoclip de la nueva producción, y fue filmado en el Hipódromo de Los Andes.

### 2017 - 2019
En septiembre de 2017 V for Volume reúne nuevas versiones de su álbum "Gravity" para grabarlas en vivo en "Audiofilia", producción de RPM records, junto a otros artistas. Durante estos años, la banda se reúne para tocar en importantes festivales de música, incluyendo Rock al parque (2019), Jingle Bell Rock, Día de Rock Colombia, Concierto Radiónica, Girl Power Fest, House of Vans Colombia e Ibagué Ciudad Rock, entre otros.

### 2018
EP "Guts" se lanza en todas las plataformas digitales

### 2019
EP "Terrorista" se lanza en todas las plataformas digitales

### 2020
EP "Jueves" se lanza en todas las plataformas digitales

### 2022 - 2025
Luego de una gira por México y Ecuador (que incluye una presentación en el renombrado festival "Quitofest"), v for volume retoma su ejercicio compositivo para lanzar entre 2023 y 2024 el álbum "Plan de fuga".
Luego de un episodio depresivo, la banda regresa con un material inspirado en películas de ciencia ficción, y novelistas como Chuck Palahniuk o 
J.G Ballard. Mucho ciberpunk, y lo que ellos catalogan como "una delgada línea entre el humor y el horror", constituyen la base para un viaje en el tiempo en 10 canciones:
1. Cisne
2. Una promesa en todo
3. Acelerador
4. Q.M.D.T (Que me deje el tren)
5. Jueves
6. Terrorista
7. Roto
8. Toda oscuridad
9. Punkoperro
10.Adiós vida
2025
Actualmente la banda se encuentra terminando su quinto trabajo, preliminarmente titulado "VIA"

## Otras apariciones
Las canciones de Providence fueron utilizadas para promocionar la teleserie Niñas Mal de MTV, en donde dichos temas aparecieron en comerciales así como en varios capítulos.

## Miembros
- María José Camargo - Voz
- Miguel Rebolledo - Guitarra
- Arturo González - Batería
- Hans J. Vollert - Bajo

## Anteriores miembros
- Juan Camilo Osman - Guitarra
- Nicolás Corredor - Guitarra
- Jonathan Specktor - Batería
- Guillermo Morales - Batería
- Matthias Krieger - Batería

## Discografía
- 2009 Party's Over
- 2010 Providence
- 2016 GRAVITY
- 2024 PLAN DE FUGA

### Sencillos
- "Cheap Universe"
- "Loving Car Crashes"
- "Bruce Lee"
- "Handbook" o "Un Manual Sin Instrucciones" (versión en español)
- "Hometown"
- "Warrior"